# Deilephila suffusa
Deilephila suffusa är en fjärilsart som beskrevs av Tutt 1904. Deilephila suffusa ingår i släktet Deilephila och familjen svärmare. Inga underarter finns listade i Catalogue of Life.